# Klöverträsk
Klöverträsk är en tätort i Luleå kommun, vid sjön Klöverträsket.

## Historia
Klöverträsk ligger i Nederluleå socken och anlades 1832 som ett nybygge. Under 2017 lade Skanova ner det kopparbaserade telenätet på orten.

### Befolkningsutveckling
| Befolkningsutvecklingen i Klöverträsk 1975–2020 | Befolkningsutvecklingen i Klöverträsk 1975–2020 | Befolkningsutvecklingen i Klöverträsk 1975–2020 | Befolkningsutvecklingen i Klöverträsk 1975–2020 | Befolkningsutvecklingen i Klöverträsk 1975–2020 |
| ----------------------------------------------- | ----------------------------------------------- | ----------------------------------------------- | ----------------------------------------------- | ----------------------------------------------- |
|                                                 |                                                 |                                                 |                                                 |                                                 |
| År                                              |                                                 |                                                 | Folkmängd                                       | Areal (ha)                                      |
| 1975                                            | 1975                                            |                                                 | 236                                             |                                                 |
| 1980                                            | 1980                                            |                                                 | 244                                             |                                                 |
| 1990                                            | 1990                                            |                                                 | 231                                             | 69                                              |
| 1995                                            | 1995                                            |                                                 | 260                                             | 72                                              |
| 2000                                            | 2000                                            |                                                 | 257                                             | 72                                              |
| 2005                                            | 2005                                            |                                                 | 260                                             | 72                                              |
| 2010                                            | 2010                                            |                                                 | 246                                             | 67                                              |
| 2015                                            | 2015                                            |                                                 | 241                                             | 66                                              |
| 2020                                            | 2020                                            |                                                 | 240                                             | 64                                              |
| Anm.: Ny tätort 1975                            |                                                 |                                                 |                                                 |                                                 |

## Samhället
I Klöverträsk finns förskola och en F-6 skola. I tätorten finns också en pingstkyrka. Ägg producerade av Klöverbergsgården AB, som ligger i Klöverträsk, säljs bland annat på COOP-butiker i Norrbotten. I byn finns två byggföretag, ett jordbruk och en matbutik från Food24
Vintertid finns en enklare slalombacke och på sommaren en populär badstrand vid sjön Klöverträsket. 
Klöverträsk utsågs till Årets by 2006 samt Årets by 2017 i Luleå kommun och även utsedd till Årets by i Norrbotten 2006 av länsstyrelsen i Norrbottens län.

## Klöverträsk på film och TV
En del av filmen Bröderna Karlsson är inspelad i Klöverträsk. Orten förekommer också i tv-programmet Mitt Sverige.